# Morfologia del català
La morfologia del català tracta sobre l'estructura i la forma dels mots en aquesta llengua.

## Categories gramaticals
Els mots d'una llengua s'agrupen en categories gramaticals. El català té deu categories diferents.

### Morfologia nominal

#### Nom
El nom és una categoria variable, presenta gènere i nombre. Designa persones, animals, objectes, idees i pensaments.: home, gat, casa, bellesa... Pot fer les següents funcions sintàctiques. subjecte, predicat nominal, complements directe, indirecte i preposicional.

#### Adjectiu
L'adjectiu és una categoria variable. Adquireix el gènere i el nombre per concordança amb el nom. Sol tenir una forma diferent per al masculí i per al femení (adjectius variables o de dues terminacions: sofà còmode, cadira còmoda) però n'hi ha que tenen una sola forma per al masculí i el femení (adjectius invariables o d'una terminació: poble lliure, dona lliure)
L'adjectiu complementa el nom tot dient-ne una qualitat. Les seves funcions sintàctiques bàsiques són : complement del nom, predicat nominal i complement predicatiu.

#### Determinants
El determinant és una categoria variable que acompanya el nom i el determina. Se'n poden distingir tres tipus:
Articles: indiquen el gènere i el nombre del nom: el senyor, una senyora... També poden acompanyar un adjectiu, un pronom, un verb en infinitiu, un adverbi, etc. el groc, el jo, un menjar, un no...
En català en tenim tres tipus;
- Definits: fan referència a un nom conegut: el cotxe, la moto
- Indefinits: fan referència a un nom no conegut: un sobre, una llibreta
- Personals: acompanyen els noms propis de persona: en Joan, na Maria
Demostratius: indiquen la proximitat o llunyania del nom respecte a la persona que parla en l'espai i en el temps. Aquest llibre, aquella tarda...
Possessius: indiquen la possessió o pertinença del nom: el meu pare, ma germana, llurs fills...
Es divideixen en dos grups: 
- Possessius tònics: el meu rellotge, la seva jaqueta, els vostres interessos... Poden anar ocasionalment al darrere del nom: casa nostra
- Possessius àtons: S'utilitzen davant de noms que indiquen parentiu: mon avi, ma mare.

#### Quantificadors
Categoria variable.
Ofici: Igual que els determinants precisen la significació del nom
N'hi ha tres tipus:
Quantitatius: Indiquen una quantitat no exacta. Molts quadres, força problemes... N'hi ha de variables: poques coses i d'invariables: massa feina
Indefinits: Determinen el nom d'una forma vaga i imprecisa: Algun dia, qualsevol país.
Numerals: indiquen una quantitat exacta: Els podem dividir en:
Cardinals: indiquen la quantitat: dues pomes, cinquanta-tres llapis
Ordinals: indiquen l'ordre: primera filera, quart pis.
Partitius: indiquen una quantitat per sota de la unitat: mitja taronja.
Multiplicatius: expressen una multiplicitat; el doble de paper

#### Pronoms
Categoria variable
Ofici: substitueixen el nom. Com a substituts del nom poden realitzar les mateixes funcions sintàctiques que ell.
Distingim entre els pronoms personals, determinatius, relatius i interrogatius.
Pronoms personals: Se subdivideixen en forts o tònics i febles o àtons. Els forts o tònics es corresponen amb les persones gramaticals: jo, tu, ell/a... Els febles o àtons són unes partícules inaccentuades que es pronuncien juntament amb el verb formant una unitat prosòdica. em llevo, es diu
Pronoms determinatius (demostratius, numerals, quantitatius i indefinits) Els hem vist anteriorment en els determinants i quantificadors.
Pronoms relatius: Equivalen a un nom de l'oració principal esmentat anteriorment i que s'anomena antecedent: La casa que m'agrada... El pronom relatiu que està substituint al nom casa de l'oració principal. Són cinc, quatre d'invariables (que, què, on, qui) i un de variable ( el qual, la qual…)
Pronoms interrogatius: serveixen per preguntar directament o indirectament. També s'utilitzen en frases exclamatives i interrogatives: quin dia, quanta gent

### Morfologia verbal

#### El verb
Ofici: Expressa acció, estat, existència, És el nucli del predicat. Està format per dos components: l'arrel, part invariable que aporta el significat i la terminació que integra al seu torn diverses categories flexives relacionades amb la persona, el nombre, el temps i el mode.
Els verbs catalans es divideixen en tres conjugacions:
1a conjugació integrada pels verbs l'infinitiu dels quals acaba en - ar: cantar, estudiar
2a conjugació: integrada pels verbs l'infinitiu dels quals acaba en - er o -re: témer, prendre
3a conjugació: la formen els verbs l'infinitiu dels quals acaba en -ir:  sentir. Es divideixen en dos tipus: els incoatius (que afegeixen l'infix - eix en alguns temps: serveixo) i els purs (que no l'afegeixen mai: dormo)

### L'adverbi
Categoria invariable
Ofici: determinar el verb, l'adjectiu o un altre adverbi : canta lentament, molt alt, força bé.
Podem trobar adverbis de: 
Lloc: aquí, allà, 
Temps: demà, mai.
Quantitat: molt, poc, força
Manera: tranquil·lament, lentament
D'afirmació o negació: sí, mai.

### Les preposicions
Categoria invariable
Ofici: les preposicions s'anteposen a una categoria sintàctica i assenyalen el tipus de relació subordinant que s'estableix entre aquesta categoria i una altra
N'hi ha de febles i de fortes Són febles: a, en, entre, de... Són fortes: entre, envers...

### Les conjuncions
Categoria invariable
Ofici: Serveixen com a nexes entre categories gramaticals iguals o entre oracions: La noia i el noi: En Pere toca el violí o la viola? 
N'hi ha de coordinants i de subordinants. Les coordinants uneixen additivament elements sintàctics equivalents mentre que les subordinants introdueixen oracions que fan de complements verbals.

### Les interjeccions
Ofici: Expressen actituds del parlant (sorpresa, admiració, alegria, contrarietat…) No estableixen cap relació sintàctica amb la resta dels elements de l'oració, de fet constitueixen per si soles un enunciat, és a dir equivalen a tota una oració: ah!, oh!, ui!